# Лисенко Микола Миколайович
Микола Миколайович Лисенко (3 листопада 1914, Харсіки — 2 січня 1995, Київ) — український історик, доктор історичних наук.

## Біографія
Народився 3 листопада 1914 року в селі Харсіках (тепер Чорнухинського району Полтавської області) в селянській родині, де шанували своє козацьке походження та пам'ять свого земляка Григорія Сковороди. Згідно родинних переказів, його дід 7 років служив у козацькому полку при царському дворі, про що свідчила розкішна "золота" грамота, що зберігалась в родині до 40-х років. Батько Миколи був хліборобом, пережив двох рано померлих дружин. Попри важке життя, до глибокої старості зберіг енергію та працьовитість. В сім'ї було троє синів та троє дочок, діти успадкували потяг до освіти.
Микола навчався в семирічній трудовій школі, потім — у Чорнухинському сільськогосподарському технікумі. Від 1932 року працював агрономом. У 1935 році вступив на історичний факультет Харківського університету, який закінчив у 1940 році. Став учителем історії сільської школи у Ворошиловградській області, але цього ж року призваний на службу до Червоної армії, брав участь у вторгненні в Іран. По завершенні німецько-радянської війни продовжив навчання. Закінчив аспірантуру в Інституті історії України АН УРСР. У 1949 році захистив кандидатську дисертацію й був залишений працювати в цьому ж інституті. Від 1954 року — заступник директора з наукової роботи Київського державного історичного музею, у 1955 році перейшов на роботу до НДІ педагогіки УРСР. Займав посади: завідувача відділу методики викладання історії та суспільствознавства, провідного співробітника, наукового консультанта. Співпрацював з рядом відомих істориків, зокрема з П. Т. Троньком, І. О. Гуржієм, А. В. Санцевичем, В. К. Майбородою. З великою повагою відгукувався про О. М. Апанович, згадуючи, що «серед українських істориків лишився єдиний справжній козак, і той у спідниці». Дружив з літературознавцем Л. Ф. Стеценком. У 1976 році захистив докторську дисертацію. У Державному архіві м. Києва збережено особовий фонд Р-1607 «Лисенко Микола Миколайович – доктор історичних наук, професор Інституту педагогіки АПН України».

## Наукова діяльність
Автор понад 20 монографій, підручників, посібників, понад 100 наукових статей з методики викладання історії в школі. Дослідження в галузі методики викладання історії поєднував з дослідженням історії визвольної боротьби в Україні в першій половині 19 століття. Серед праць:
- Повстання декабристів на Україні. К., 1952;
- Декабристський рух на Україні. К., 1954;
- Киев: Справочник-путеводитель. К., 1954 (соавтор);
- Київський державний історичний музей: путівник / відп. ред. М. М. Лисенко; М-во культури Укр. РСР. – Київ: Держполітвидав УРСР, 1955. – 164 с.[2]
- Повстання Чернігівського полку (з історії декабристського руху на Україні). К., 1956;
- Київ: Путівник-довідник (англійською мовою). К., 1956 (співавтор);
- Київ: Путівник-довідник. К., 1958 (співавтор);
- Київ: Путівник-довідник. К., 1960 (співавтор);
- Методика використання краєзнавчого матеріалу на уроках історії СРСР. К., 1961;
- Методика викладання історії Української РСР, частини 1-2. К., 1970-71; К., 1985;
- Патріотичне виховання учнів у процесі вивчення історії. К., 1976;
- Історія України (з прадавніх часів до 1917 року), томи 1-2. Дніпропетровськ, 1994. (у співавторстві з В. М. Зарубою)

## Родина
1950 року одружився з Білан Марією Олександрівною (1924—1987), діти Валерій (1950) та Лідія (1955). До 1961 року проживали у комунальній квартирі за адресою вул. Костельна, 13-а, пізніше вул. Дорогожицька 17. Від 1987 року — на пенсії, в цей час проживав по вул. Ольжича, 14-а. Помер у Києві 2 січня 1995 року. Похований на Берковецькому кладовищі, ділянка 116.
Син, Валерій Миколайович Лисенко народився 13 листопада 1950 року в Києві — інтернет-активіст, краєзнавець, київський екскурсовод, викладач. Закінчив школу на Михайлівській площі, в будинку колишнього Реального училища. 1973 року закінчив механіко-математичний факультет Київського університету, де здобув фах математика-програміста. Перші освоєні ЕОМ були Промінь, та Мінськ-22, на якій програмування здійснювалося в машинних двійкових кодах. Розробляв програми статистичного аналізу сердечних ритмів для Інституту медицини праці.
У 1974—1981 роках у Київському політехнічному інституті викладав програмування, працював на великих комп'ютерах сімейств БЕСМ і ЄС, а також на перших вітчизняних «персоналках» МИР. Співпрацював з відомим мандрівником Ігорем Сініциним. З 1980-х років в Інституті механіки АН УРСР став одним з перших у Києві системних адміністраторів, співпрацював з рядом наукових установ. З 1986 року брав участь у дослідженнях проблем, пов'язаних з Чорнобильською катастрофою. Активіст Всесоюзного семінару з системного програмування Софтпанорама, де протягом понад 7 років видавався перший вітчизняний електронний щомісячник.
У 1997—2003 роках працював в Інфоцентрі Чорнобильської зони відчуження, спершу у відділі геоінформаційних систем, а також 3 роки був вебмайстром офіційного сайту Чорнобильської зони. Започаткував один з перших в Україні приватних культурологічних Інтернет-проектів «1000-ліття української культури». У 2003—2008 роки викладав в Інституті журналістики КНУ, у 2005—2019 роках — в Університеті "Україна".
Виступав на радіо та телебаченні, активіст соціальних мереж Живий Журнал та Фейсбук, редактор Вікіпедії.
Захопився спортивним туризмом, відвідував Кавказ, Карпати, Тянь-Шань, Алайський хребет, Хібіни, Заполярний Урал, Кримські гори. З 1990-х років працює екскурсоводом, розробив і оприлюднив десятки екскурсійних маршрутів та навчальних посібників. 
Член правління та ведучий сайту ГО «Ліга екскурсоводів Києва», ветеран краєзнавчої спільноти «Интересный Киев», куратор електронної карти Пам'яток історії та культури Києва, член правління ГО «Гільдія гідів та професійних перекладачів». Нагороджений медаллю «У пам'ять 1500-річчя Києва».
Онук, Олег Валерійович Лисенко — пілот, мандрівник, блогер.